# Markertshofen
Markertshofen ist ein Teilort der Gemeinde Frankenhardt, im Landkreis Schwäbisch Hall im Nordosten von Baden-Württemberg.

## Geografie und Geologie

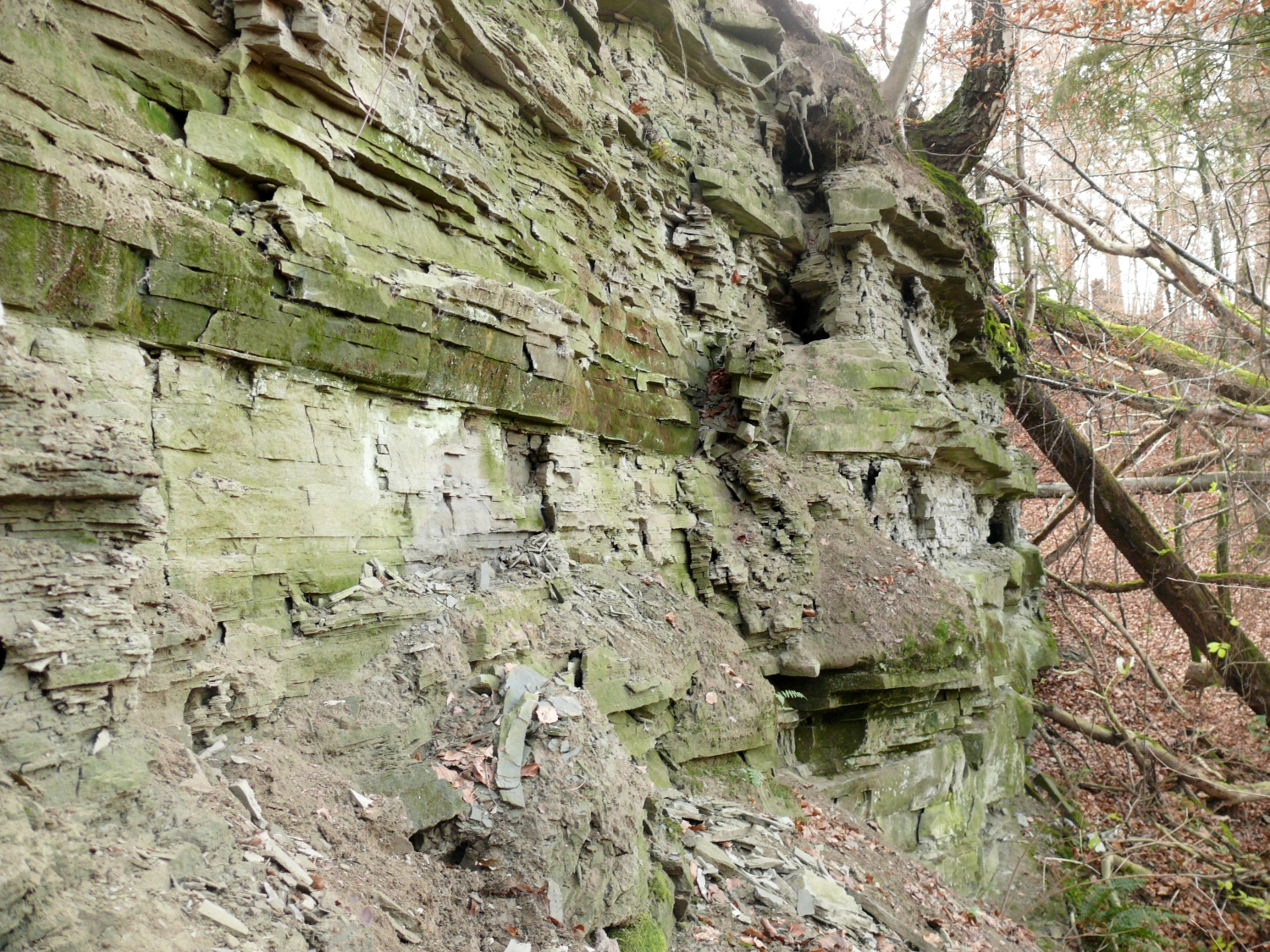
Schilfsandstein. Aufgelassener Steinbruch bei Markertshofen

Markertshofen liegt an einer kleinen Talspinne in der Aue und an den beidseitigen Hangfüßen des von Nord nach Süd verlaufenden Wiesentales des oberen Nesselbachs, auf ungefähr 400 bis 425 m ü. NHN Höhe  im Gipskeuper. Die umgebenden Höhen in West und Ost, selten viel mehr als 1 km entfernt, sind zumindest in ihren höchsten Lagen bewaldet, im Norden durchweg. In südwestlicher Richtung erreichen sie bis 435 m ü. NHN, es liegen hier Verebnungsflächen der Corbulabank (früherer Name „Engelhofer Platte“) des Gipskeupers, auf denen Ackerbau betrieben wird. Von hier nach Norden steigt das sogleich bewaldete Terrain an bis auf über 500 m ü. NHN nordwestlich des Dorfes, hier beginnt die flache Hochebene des Hahnenberges im Kieselsandstein, die sich in einem großen und breiten Halbkreisbogen nördlich um Markertshofen legt. Die Höhen unmittelbar östlich des Dorfes bilden größere ackerbaulich genutzte Hochflächen hier des Schilfsandsteins auf bis zu knapp 470 m ü. NHN, hinter denen sich in weiterem Abstand der Waldhöcker des den Kieselsandstein 515 m ü. NHN erreichenden Mörders erhebt. Zwischen diesem und dem Dorf liegen an einer Steige zwei aufgelassene Bausteingruben im Schilfsandstein. Südwestlich von ihm verläuft von Ost nach West in anfangs steiler Lehmschlucht (Mörderklinge) ein Zufluss des Nesselbaches, der Schenkenbach, der nacheinander zwei aufgestaute kleine Fischteiche durchfließt, zusammen Schenkensee genannt. Am Südufer des oberen der beiden steht ein wurtförmig vom Hangfuß abgegrabener kleiner Erdhügel, Standort einer schon lange abgegangenen Burg. Nach etwas mehr als 3 km Lauf über fast von Anfang an Obersontheimer Gemarkung unterhalb dieses Zuflusses diesem Zufluss knapp einen Kilometer südlich von Markertshofen mündet der Nesselbach in die Bühler mündet.
Die Naturraum-Grenze zwischen dem Unterraum Vellberger Bucht der Hohenloher und Haller Ebene und dem Unterraum Burgberg-Vorhöhen und Speltachbucht der Schwäbisch-Fränkische Waldberge läuft durch den Ort.

## Geschichte
Im Jahre 1886 wird für Markertshofen eine Zahl von 211 Einwohnern genannt, die in 29 Häusern lebten. Heute (2019) hat der Ort etwa fünf Dutzend Hausnummern.

## Wirtschaft und Infrastruktur

### Verkehr
Markertshofen liegt an der Landesstraße 1066 Crailsheim-Löwenstein ungefähr in der Mitte zwischen Crailsheim im Nordosten und Gaildorf im Südwesten, zu Füßen einer Steige mit etwa 70 m Gefälle aus Richtung Crailsheim. Die nächstgelegenen Orte sind nordöstlich Gründelhardt und südwestlich Obersontheim. In Richtung Crailsheim wird die A 6 nach etwa 20 km bei Satteldorf erreicht, in der Gegenrichtung die Kreisstadt Schwäbisch Hall nach etwa 19 km.

### Bildung
Wegen unzureichender Schülerzahl hat Markertshofen keine eigene Schule. Die meisten Schüler besuchen anfangs die Grund- und Hauptschule mit Werkrealschule Schenk-Friedrich-Schule in Obersontheim, für die höheren Stufen die weiterführenden Schulen vor allem in Bühlertann, Schwäbisch Hall und Crailsheim.